# Ngày Cải cách Tin lành

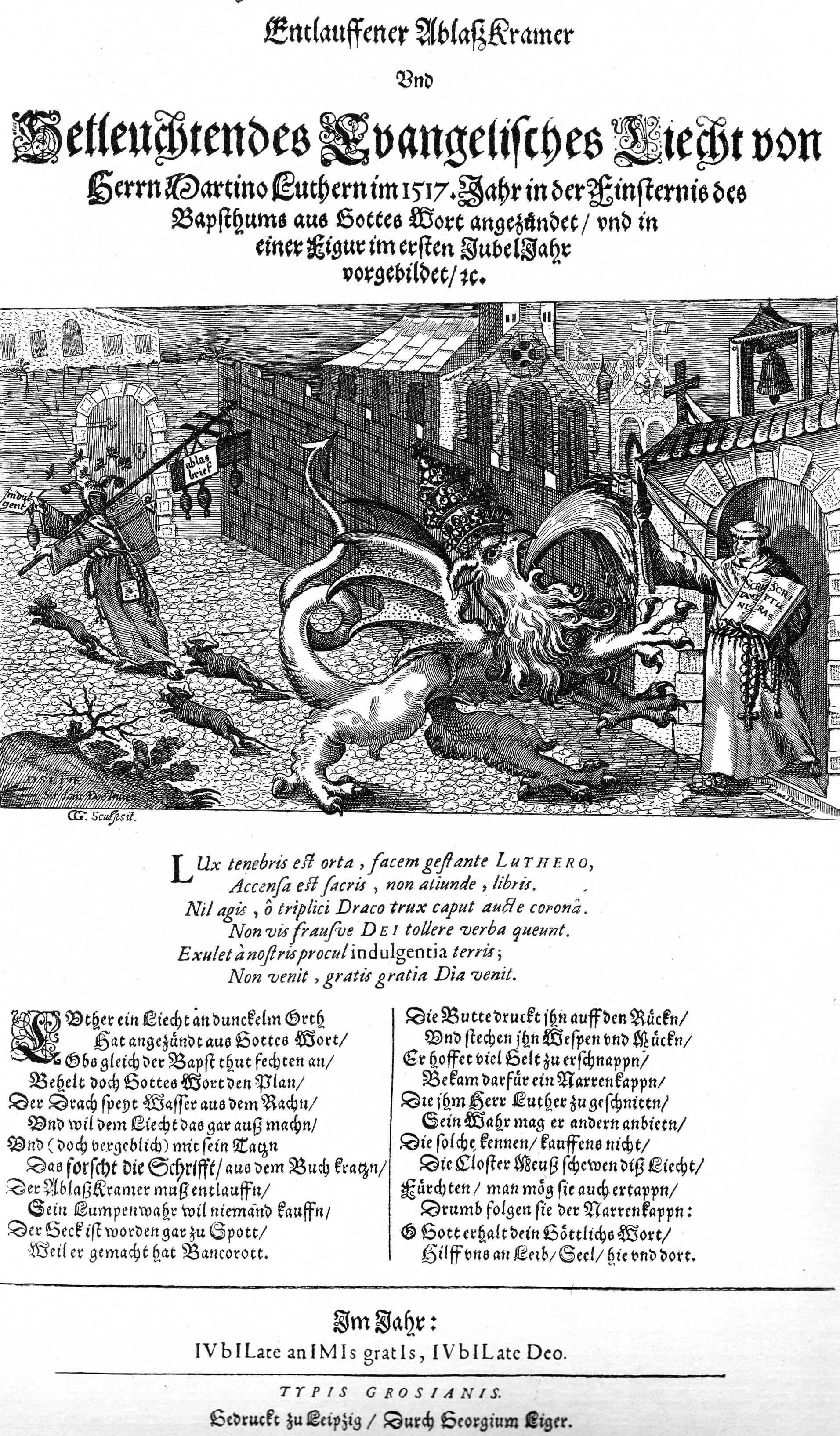
Tờ rời về ý tưởng đầu tiên về việc Martin Luther công bố những luận đề của ông.

Ngày Cải cách Tin lành, tưởng niệm cuộc Cải cách Tin Lành của Martin Luther, được tổ chức bởi những người theo đạo Tin Lành ở Đức và Áo vào ngày 31 tháng 10 cùng ngày với ngày Halloween. Ở Thụy Sĩ, ngày chủ nhật đầu tiên vào tháng 11 được coi là ngày Cải cách Tin lành, mặc dù họ theo đạo Cải cách nhánh Calvin, cũng liên quan đến Cải cách ở Wittenberg.

## Ngày nghỉ lễ
Ngày Cải cách Tin lành là một ngày nghỉ lễ ở các bang của Đức Brandenburg, Mecklenburg-Vorpommern, Sachsen, Sachsen-Anhalt và Thüringen. Slovenia kỷ niệm nó cũng do sự đóng góp sâu sắc của cuộc Cải cách Tin Lành để phát triển văn hóa quốc gia, mặc dù người Slovenia chủ yếu là những người Công giáo La Mã. Với sự gia tăng ảnh hưởng của đạo Tin lành ở châu Mỹ Latin, nó được tuyên bố là ngày nghỉ quốc gia ở Chile vào năm 2009.